# 早川真平
早川 真平（はやかわ しんぺい、1914年2月11日 - 1984年12月28日）は、日本のバンドネオン奏者。タンゴ楽団『早川真平とオルケスタ・ティピカ東京』代表。

## 略歴
1914年、大阪府生まれ。大阪府立天王寺中学校（現・大阪府立天王寺高等学校）卒業。25歳のとき、渡辺はま子の伴奏楽団を編成する。
1947年に、タンゴ楽団の『オルケスタ・ティピカ東京』を結成する。1950年には、原孝太郎と東京六重奏団の歌手の藤沢嵐子が、この楽団に加わる。後に、早川真平は、自分の妻子と別れ、藤沢嵐子と再婚する。1953年、1954年、1956年、1964年に、アルゼンチン演奏旅行を実現している。このころ、早川真平が使っていたバンドネオンのボタンは、クロマティク方式で、アルゼンチンや今の日本で使われているディアトニック方式とは別と、推定されている。1972年頃より、『オルケスタ・ティピカ東京』は公演活動を休止している。
1984年12月28日に死去する。70歳であった。

## 早川真平とオルケスタ・ティピカ東京
1947年に、早川真平らによって結成された。『オルケスタ・ティピカ東京』という名称を用いることもある。1950年から、藤沢嵐子が歌手として、日本語およびスペイン語でタンゴを歌うこととなった。1958年には、歌手の菅原洋一が、この楽団での歌でデビューを果たす。1964年頃には、バイオリニストの志賀清が、メンバーの一員となる。1965年より、バンドネオン奏者の京谷弘司が、メンバーに迎えられる。また、ライバルのタンゴ楽団『坂本政一とオルケスタ・ティピカ・ポルテーニャ』だったバンドネオン奏者の森川倶志も、この楽団のメンバーだったことがある。1971年に、『オルケスタ・ティピカ東京』の最後の公演が行われたとの情報があるが、1981年に『早川真平とオルケスタ・ティピカ東京』の東京公演が実現し、『坂本政一とオルケスタ・ティピカ・ポルテーニャ』のバンドネオン奏者だった門奈紀生が参加している。
早川真平の死去後、1998年より、志賀清らによって、『志賀清とオルケスタ・ティピカ東京』が再結成され、現在に至っている。

## CD
- 若き日の藤沢嵐子～早川真平とオルケスタ・ティピカ東京（ビクターエンタテインメント:1998年）